# X-Can
X-Can es una localidad ubicada en el municipio de Chemax del estado mexicano de Yucatán.
Tiene una altitud de 25 metros sobre el nivel del mar y se ubica al sur del estado y se ubica en las coordenadas geográficas 20°51′30″N 87°40′05″O / 20.85833, -87.66806. Siendo una de las poblaciones más orientales de la entidad.
Según el censo realizado por el INEGI en 2010, era la segunda mayor población del municipio, solo después de la cabecera municipal (Chemax).

## Servicios públicos
Según el censo de 2005, en X-Can hay un total de 888 hogares, de los cuales 867 son viviendas, 136 tienen piso de tierra y unos 207 consisten de una sola habitación, 200 de todas las viviendas tienen instalaciones sanitarias, 826 son conectadas al servicio público y 802 tienen acceso a la luz eléctrica. La estructura económica permite a 2 viviendas tener una computadora, a 228 tener una lavadora y 563 tienen una televisión.

## Educación
Según el censo de 2005, en la población hay 916 analfabetos de 15 y más años, 73 de los jóvenes entre 6 y 14 años no asisten a la escuela. De la población a partir de los 15 años 506 no tienen ninguna escolaridad, 1.672 tienen una escolaridad incompleta, 471 tienen una escolaridad básica y 138 cuentan con una educación posterior a básica. Un total de 168 de la generación de jóvenes entre 15 y 24 años de edad han asistido a la escuela, la mediana escolaridad entre la población es de 5 años.